# Wilhelm Schlüter (Politiker, 1912)
Wilhelm Schlüter (* 8. April 1912 in Langendreer, Kreis Bochum, jetzt Bochum-Langendreer; † 24. September 1993) war ein deutscher Politiker der SPD.

## Ausbildung und Beruf
Wilhelm Schlüter besuchte die Volksschule und die Oberrealschule, an der er 1931 das Abitur erhielt. Er besuchte die Pädagogische Hochschule, an der er 1933 die erste Staatsprüfung für das Lehramt an Volksschulen ablegte. Zum 1. Mai 1933 trat er der NSDAP bei. 1952 wurde er Hauptlehrer und 1964 Rektor an einer Hauptschule. Ab 1974 war er Rektor a. D.

## Politik
Wilhelm Schlüter war ab 1950 Mitglied der SPD. 1966 wurde er Mitglied des Unterbezirksvorstandes Lippe. Im Rat der Gemeinde Werl-Aspe war er von 1956 bis 1969 Mitglied. Von 1961 bis 1969 wirkte er als Mitglied des Kreistages Lemgo; hier war Schlüter Fraktionsvorsitzender. Von 1969 bis 1975 war er Mitglied des Rates der Stadt Bad Salzuflen, auch hier fungierte er als Fraktionsvorsitzender.
Ferner war er seit 1949 Mitglied der Gewerkschaft Erziehung und Wissenschaft.
Wilhelm Schlüter war vom 25. Juli 1966 bis zum 28. Mai 1980 direkt gewähltes Mitglied des 6., 7. und 8. Landtages von Nordrhein-Westfalen für den Wahlkreis 150 Lemgo bzw. für den Wahlkreis 149 Lippe II.